# 竹芋属
竹芋属（学名：Maranta）是竹芋科下的一个属，为直立或匍匐状分枝草本開花植物。该属共有23种，全部产自中、南美洲及西印度群島的热带地區。竹芋屬的學名得名於16世紀意大利那不勒斯王國韦诺萨的物理學家及植物學家巴托罗密欧·马兰塔。
現時本屬已確認物種約20種，均有根莖，自然生成多年生根塊。葉常綠，卵形、叢生，日間展開，傍晚時會摺合豎起。花小，有三片花瓣及兩片較大塊、外型跟花瓣很像的退化雄蕊。

## 物種
部份物種：
- 竹芋 Maranta arundinacea L. (又名葛鬱金、金筍、太白薯、粉薯)
  - 斑叶竹芋 Maranta arundinacea var. variegatum
- 花叶竹芋 Maranta bicolor
- 豹斑竹芋 Maranta leuconeura E.Morren (prayer plant)，豹纹竹芋、白脉竹芋
- Maranta gibba Sm. in A.Rees